# Vetenskapsåret 1870

## Händelser

### Kemi
- Okänt datum - Norman Lockyer och Edward Frankland föreslår att den gas som upptäckts under deras observationer av Solen skall kallas  'helium'.[1][2]

## Pristagare
- Copleymedaljen: James Prescott Joule, brittisk fysiker och bryggare.
- Rumfordmedaljen: Alfred Des Cloizeaux, fransk mineralog.
- Wollastonmedaljen: Gérard Paul Deshayes, fransk geolog och snäckspeciakist. [3]

## Födda
- 25 januari - Helge von Koch (död 1924), svensk matematiker.
- 14 februari - Knut Frænkel (död 1897), en svensk ingenjör och forskningsresande.
- 26 februari - Ragnar Sohlman (död 1948), svensk sprängämnestekniker och grundare av Nobelstiftelsen.
- 17 mars - Horace Donisthorpe (död 1951), brittisk entomolog.
- 13 juni : Jules Bordet, (död 1961), belgisk immunolog och mikrobiolog, Nobelpristagare.
- 30 september - Jean Baptiste Perrin (död 1942), fransk fysiker.
- 21 november - Sigfrid Edström (död 1964), svensk industriman, elektroingenjör och idrottsledare.
- 30 december - Wilhelm Olivecrona (död 1968), svensk väg- och vattenbyggnadsingenjör.

## Avlidna
- 4 april – Gustav Magnus, tysk fysiker.
- 14 september – Carl August von Steinheil, tysk matematiker, fysiker och astronom, uppfinnare av den elektromagnetiska telegrafen.

### Fotnoter
1. ↑  Thomson, W. (1872) Report of the British Association for the Advancement of Science 99.
2. ↑  ”Discovery of Helium”. Sir Joseph Norman Lockyer. Arkiverad från originalet den 26 februari 2011. https://web.archive.org/web/20110226230800/http://www-solar.mcs.st-and.ac.uk/~clare/Lockyer/helium.html. Läst 20 mars 2011.
3. ↑  ”Geological Society”. Arkiverad från originalet den 5 juni 2011. https://web.archive.org/web/20110605102217/http://www.geolsoc.org.uk/gsl/society/history/page750.html. Läst 13 april 2011.